# Cavi elettrici interrati

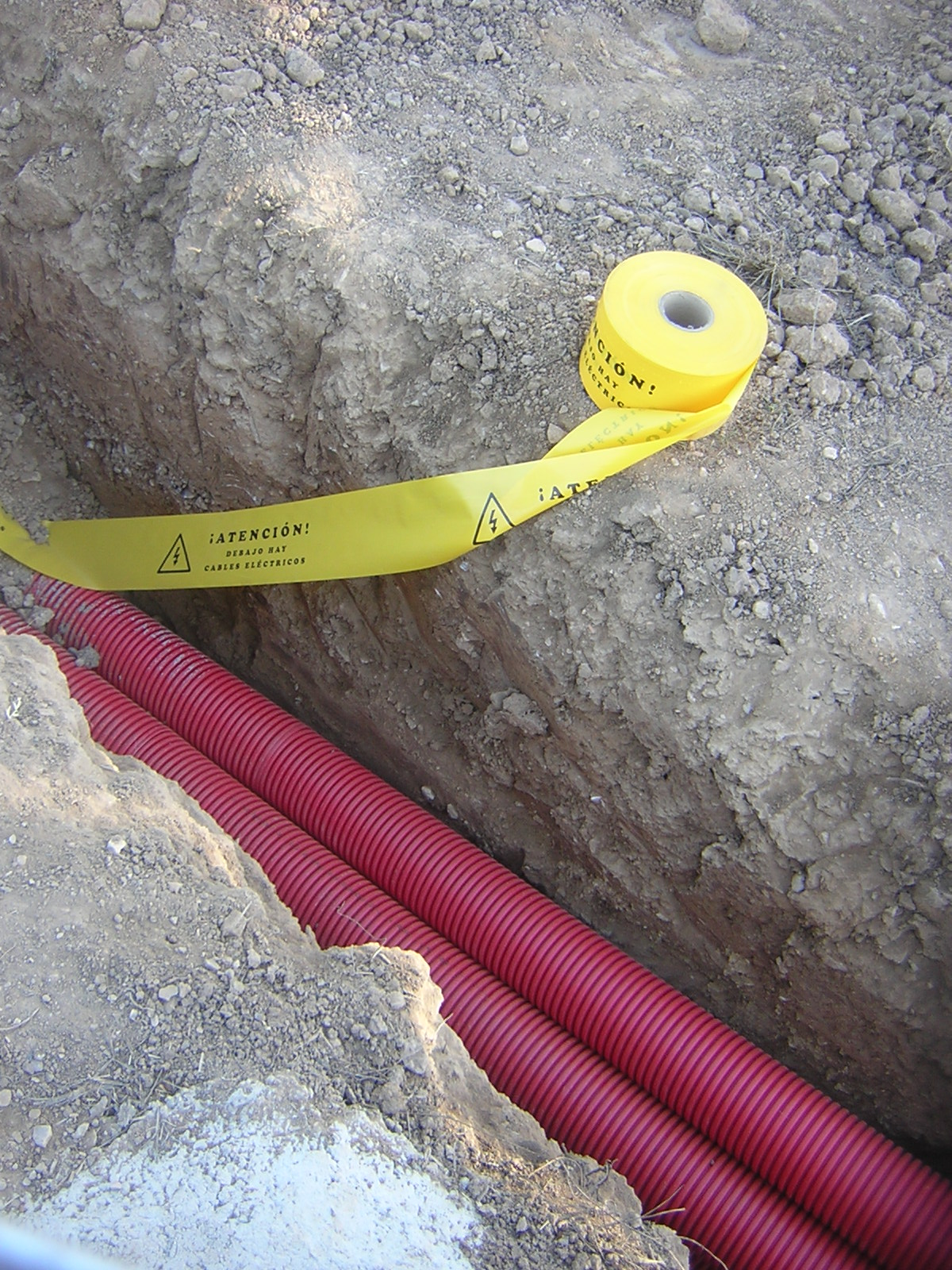
Esempio di cavi elettrici interrati

Per cavi elettrici interrati si intende un metodo di posa di cavi elettrici posizionati sotto terra.
Gli elettrodotti interrati sono sempre più diffusi e trovano applicazione nella distribuzione dell’energia elettrica in tutti quei casi in cui si debba privilegiare la mitigazione dell'impatto ambientale rispetto ai costi, preferendo questo tipo di posa, sicuramente più costosa, rispetto alla distribuzione aerea dei cavi.

## Norme e progettazione

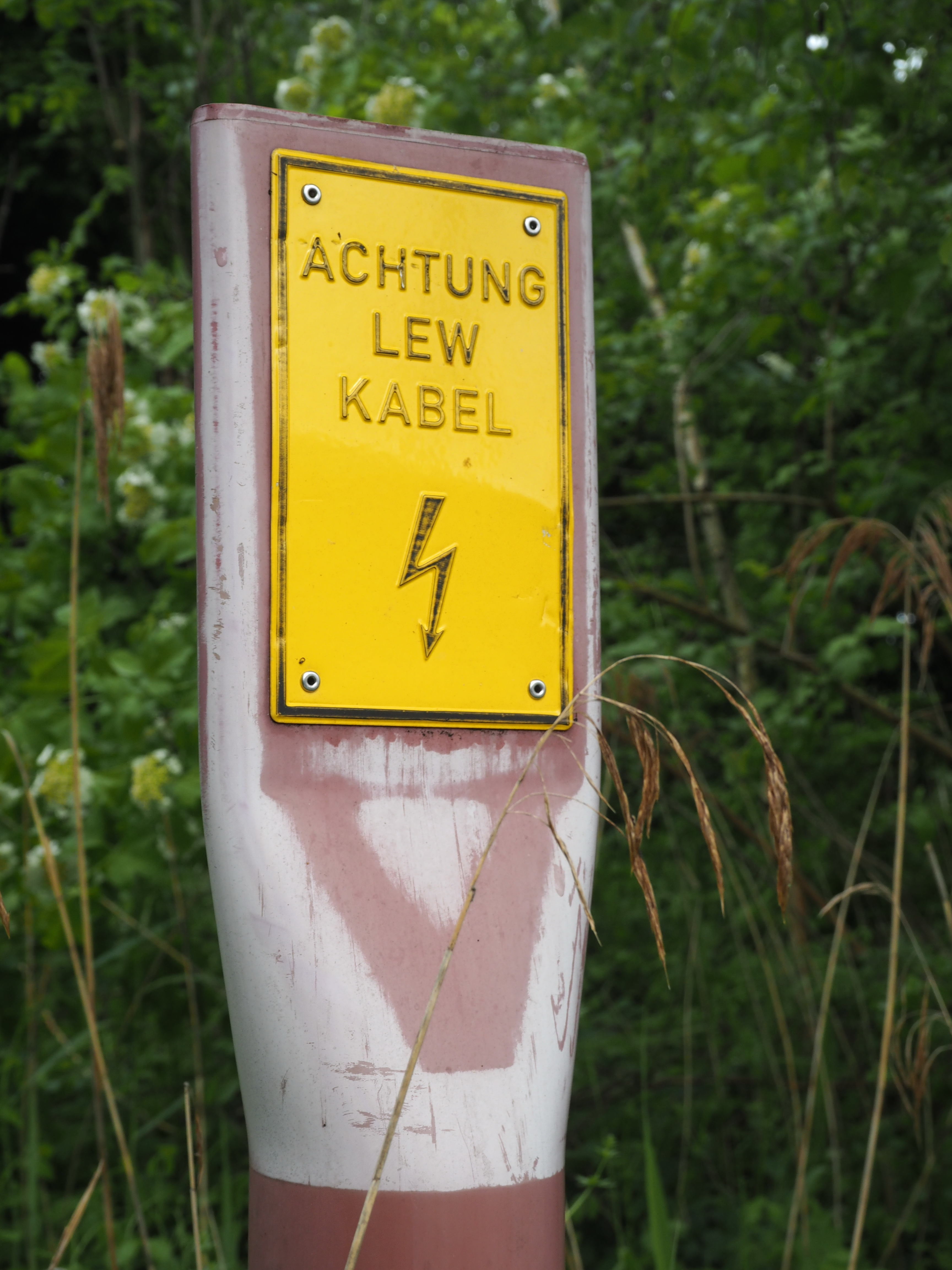
Segnale di avvertimento per la presenza di cavi elettrici interrati ad alta tensione.

Uno dei principali problemi che si presentano riguarda l'energia termica che i cavi generano per effetto Joule e che deve essere dissipata attraverso il terreno circostante. La dissipazione deve essere tale da mantenere la temperatura di funzionamento del cavo elettrico a livelli di sicurezza, compatibili con i materiali di cui è costituito. Conoscere il comportamento termico del terreno è molto importante quindi per stabilire la sezione del cavo in funzione delle altre caratteristiche. Nasce quindi la necessità di studiare in modo accurato i campi termici che si generano nei terreni percorsi da tali impianti tecnologici. Per i progettisti risulta necessario conoscere il comportamento termico del terreno nell'intorno della posa. Appare chiaro quindi che la resistività termica del terreno circostante i cavi è un elemento di fondamentale importanza per il dimensionamento dei cavi, ma non solo.
La norma tecnica italiana che fa da riferimento per i tecnici interessati al corretto dimensionamento dei cavi elettrici interrati è la CEI 20-21. Nella norma il dimensionamento viene eseguito in base a una presunta conduttività termica media. La norma fornisce un range di variazione della resistività media specifica del terreno, che può essere compresa tra gli 0,7 (°C m)/W (terreno molto umido) ed i 3,0 (°C m)/W (terreno molto secco).
I valori di riferimento forniti dalla Normativa vigente per descrivere la resistività termica del suolo fanno riferimento alla teoria di de Vries D. A.. Tale teoria si basa sull'assunto che la resistività termica globale può essere considerata come una combinazione pesata delle resistività dei vari elementi che costituiscono il terreno. In realtà, invece, la resistenza termica del suolo dipende anche da tanti altri fattori; tra i più importanti vi sono le sue caratteristiche granulometriche, la sua disomogeneità ed il contenuto d'acqua presente.
Normalmente suoli molto secchi sono caratterizzati da un'alta resistenza termica a causa dell'aria ferma interstiziale. Se il contenuto d'acqua all'interno del suolo aumenta, la resistenza termica del terreno diminuisce perché l'acqua è un buon conduttore; un suolo saturo ha, quindi, una resistenza termica più bassa del suolo secco.
La geometria e le dimensioni dello scavo nell'intorno del cavo influenzano la capacità di smaltimento del calore denereato per effetto Joule dai cavi stessi. Le dimensioni dello scavo non hanno uno standard imposto che possa definirne un'esecuzione "a regolare d'arte”. In cantiere spesso la tendenza durante l'effettiva posa in opera è di rispettare strettamente i vincoli imposti da legge, ma cercando di operare in economia per tutto ciò che non è espressamente imposto. Tale modo di operare comporta che spesso lo scavo presenta variazioni di forma che influenzano la capacità di smaltimento del calore nel terreno circostante. La norma CEI 11-17 infatti impone strettamente solo le minime profondità di posa tra il piano di appoggio del cavo e la superficie del suolo per le varie modalità di posa previste dalla normativa stessa.
La Norma CEI 20-21 fornisce indicazioni circa la determinazione della resistenza termica del terreno circostante il cavo interrato, correlando tale valore a grandezze come il valore della resistività termica del terreno, le dimensioni geometriche del cavo e la sua profondità di posa rispetto al piano di campagna. 
Un inadeguato smaltimento del calore generato per effetto Joule verso il terreno può portare al rapido degrado del materiale che costituisce l'isolamento elettrico dei cavi, con tutti i problemi tecnici che ciò può arrecare. Gli interventi di ripristino su cavi interrati sono di maggiore complessità rispetto alle linee aeree e quindi più costosi.
In fase di progetto è necessario effettuare la scelta più opportuna dei parametri geometrici dello scavo e delle dimensioni del cavo elettrico stesso per consentire al meglio lo smaltimento del calore prodotto per effetto Joule e quindi evitare tali problematiche. Recenti studi sperimentali hanno proposto delle correlazioni matematiche tra tutti i parametri geometrici caratterizzanti lo scavo atte ad affinare il calcolo della resistenza termica del suolo circostante il cavo interrato. Tali correlazioni sono applicabili anche ad altre tipologie impiantistiche presenti nel sottosuolo e che viaggino parallelamente al piano di campagna, che non siano esclusivamente cavi elettrici percorsi da corrente, ma che abbiano comunque la necessitò di scambiare calore col terreno circostante come ad esempio tubazioni percorse da fluidi o gas oppure scambiatori geotermici a tubi orizzontali per pompe di calore.